# Michel Cardoni
Michel Cardoni (La Francheville, 10 aprile 1943) è un ex calciatore francese, di ruolo centrocampista.

## Carriera
Nato alla Francheville, nelle Ardenne, Cardoni ha giocato praticamente tutta la sua carriera da centrocampista nel Sedan, di cui è diventato un giocatore simbolo, con 376 presenze e 53 reti. Col Sedan è arrivato fino alla finale della Coppa di Francia 1965-1966, perdendo 3-1 nella ripetizione contro il Rennes. Ha giocato due partite della Coppa delle Fiere 1970-1971 contro il Colonia.
Nel 1966 disputa un match con la Nazionale Under-21 della Francia.